# Cho Nam-joo
Cho Nam-joo (em coreano: 조남주, nascida em 1978), é uma escritora e autora sul-coreana. Ela é mais conhecida por seu romance de 2016, Kim Ji-young, Born 1982, que vendeu mais de um milhão de cópias e é frequentemente creditado por impulsionar um movimento feminista na Coreia do Sul.

## Vida pessoal
Nam-joo nasceu na Coreia do Sul em 1978. Ela cresceu em Bucheon e mudou-se para Seul com sua família aos cinco anos. Durante a gravidez de sua mãe com Cho, seu pai prometeu ao tio dela, que tinha cinco filhas, que se o bebê nascesse menino, ele daria a criança ao tio para criá-la. No final das contas, ela foi criada pelos próprios pais.
Quando criança, Nam-joo adorava ler, mas não tinha dinheiro para livros, e as bibliotecas públicas locais, nos arredores pobres de Seul, onde ela morava, mal funcionavam. Ela pegou emprestados os poucos livros que pôde e releu essas histórias várias vezes.
Nam-joo frequentou uma escola só para meninas no ensino fundamental, médio e superior. Ela se formou na Ewha Womans University com um diploma em sociologia. Atualmente mora em Seul com sua família.

## Carreira
Nam-joo começou sua carreira na televisão como roteirista. Ela passou quase uma década como escritora de programas de TV sobre eventos atuais em uma emissora. Deixou o trabalho para criar o filho e depois voltou como escritora. Ela publicou dois romances antes de seu livro de sucesso, Kim Jiyoung, nascida em 1982, ser publicado em 2016. Até 2023, ela publicou ou assinou 10 livros.

### Kim Ji-young, Born 1982
Nam-joo publicou seu terceiro romance, Kim Ji-young, Born 1982, em 2016. Originalmente escrito em coreano, foi traduzido para mais de 18 idiomas e vendeu mais de um milhão de cópias.
A sua publicação em 2016 coincidiu com o movimento #MeToo da Coreia do Sul, o que desencadeou uma reflexão feminista e um debate nacional urgente sobre a desigualdade de gênero. O livro é considerado não somente um romance, mas também uma “reportagem” cultural e um “tratado social”.
O romance fino pretende retratar uma mulher coreana comum desde a infância, durante a carreira e a maternidade, o nome Kim Jiyoung é o equivalente coreano de Jane Smith. É a história de uma dona de casa de 33 anos levada a um surto psicótico pela misoginia e pelas expectativas sobre a maternidade na cultura coreana. O livro está repleto de estatísticas com notas de rodapé que revelam as reais desigualdades de gênero na Coreia do Sul.
Cho escreveu o romance em 2015 em um período de somente três meses. O livro é inspirado na sua própria vida e experiências: depois de uma década de trabalho, ela deixou a carreira para criar o filho por um período, mas depois teve dificuldade em reentrar no mercado de trabalho. Então, ela aproveitou esse tempo para alavancar seu diploma de sociologia e começou a coletar artigos e dados sociológicos para informar seu livro.
Uma adaptação cinematográfica de Kim Ji-young, Born 1982, com a atriz Jung Yu-mi no papel principal, foi lançada na Coreia em 2019 com aclamação da crítica.